# Ofullkomnade äktenskap
Som minnen från den tid, då äktenskapet allmänt ingicks formlöst, har i svensk rätt ännu in på 1900-talet kvarstått åtskilliga så kallade ofullkomnade äktenskap, vilka inte medförde samtliga de rättsverkningar som åtföljde ett äktenskap genom vigsel.
Efter en 1915 genomförd lagändring kunde emellertid sådana ofullkomnade äktenskap uppkomma endast rent undantagsvis, och för äldre dylika förbindelser underlättades vid denna lagändring upplösandet (jfr skilsmässa). Det regelmässiga sättet för ingående av äktenskap med fulla rättsverkningar var vid denna tid kyrklig vigsel. I vissa fall kunde eller skulle denna dock försiggå efter annan ritual än statskyrklig, och i varje fall kunde äktenskapet slutas inför och under medverkan av borgerlig myndighet.